# Nordbergsgrundet
Nordbergsgrundet är en ö i Finland. Den ligger i sjön Larsmosjön och i kommunerna Karleby och Larsmo och landskapen Mellersta Österbotten ch Österbotten, i den centrala delen av landet, 400 km norr om huvudstaden Helsingfors. Öns area är 2,2 hektar och dess största längd är 300 meter i nord-sydlig riktning. I omgivningarna runt Nordbergsgrundet växer i huvudsak blandskog.